# Витримка від руки

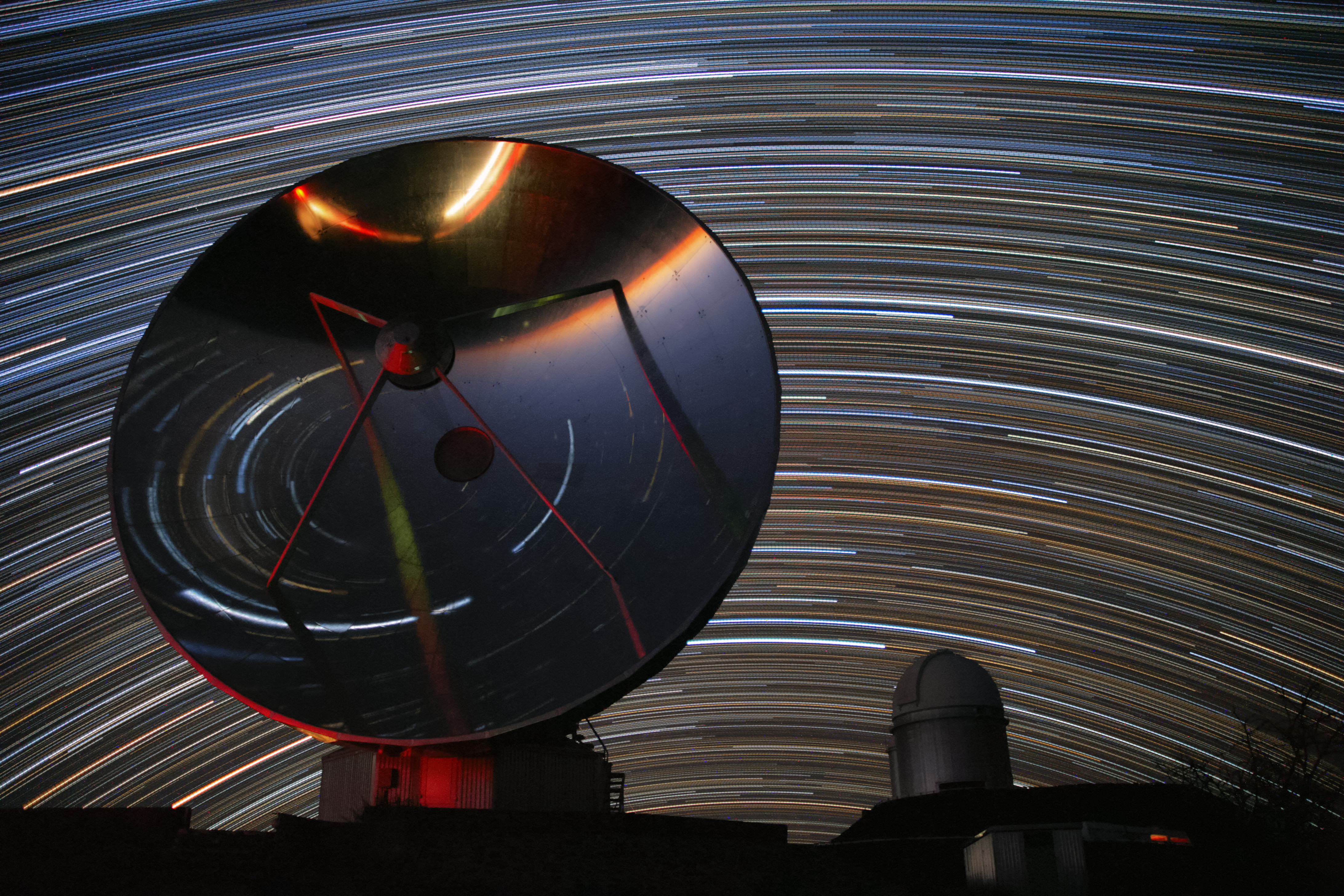
Люмінографія зоряного неба, зроблена з тривалою витримкою. Сліди від зірок утворюються внаслідок добового обертання Землі

Витримка від руки, ручна витримка — режим роботи затвора фотокамери, за якого кадрове вікно відкривається при натисканні на кнопку спуску, і закривається при її відпусканні. При цьому витримка задається вручну. В сучасній апаратурі позначається латинською літерою «B» від англ. Bulb (лампа). Така назва походить з епохи ручної синхронізації магнієвих фотоспалахів та одноразових балонів на ручній витримці через відсутність на більшості фотоапаратів синхроконтактів. У ранніх німецьких камерах «Leica» та їх радянських копіях «ФЕД» та «Зоркий» ручній витримці відповідала латинська буква «Z» від нім. Zeit (час).

## Застосування
Ручна витримка використовується для отримання довгих експозицій за слабкого освітлення або для знімання в техніці світлографії. Крім того, на такій витримці можлива ручна синхронізація фотоспалаху, коли момент його одиничного або багаторазового спрацьовування задається довільно за відкритого затвора. Знімання з ручною витримкою можливе тільки зі штатива, що запобігає зміщенню фотокамери. У більшості випадків для запобігання розмиття слід використовувати спусковий тросик, автоспуск або дистанційний спуск, що ізолює камеру від рухів рук. У фотокамерах із механічним затвором режим Bulb необхідний для отримання витримок, триваліших, ніж ті, що відпрацьовуються автоматично — як правило більше 1 секунди. Більшість сучасних камер з електроннокерованими затворами можуть автоматично відпрацьовувати тривалі витримки до 30 секунд, тому ручна витримка використовується для довших експозицій, наприклад, в астрофотографії. Ручна витримка електроннокерованого затвора енергозалежна, тому в разі вимкнення живлення затвор закривається. Сучасну аматорську апаратуру, переважно, дзеркальні камери споживчого рівня та псевдозеркальні фотокамери, оснащують ручною витримкою, обмеженою за часом, як правило, до 8 хвилин, щоб запобігти перевитраті батарей.

## Тривала витримка
Режим, що позначається в імпортній апаратурі, як «T» (англ. Time — тривала або «вічна» витримка) можна вважати різновидом ручної витримки. При цьому затвор відкривається при натисканні кнопки спуску та залишається відкритим до вимкнення режиму, не вимагаючи утримання кнопки. Спосіб припинення тривалої витримки у різних типів фотоапаратури може бути різним. Наприклад, у камерах Nikon F та Asahiflex II для закриття затвора потрібно пересунути диск витримок із положення «T» до сусіднього. У фотоапараті Nikon F2 тривала витримка вмикається окремою муфтою, поворот якої в нейтральне положення закриває затвор. У радянських фотоапаратах такий режим роботи затвора мав позначення «Д» (довготривала) і закриття затвора відбувалося після повторного натискання на кнопку спуску. У деяких типах камер, наприклад Зеніт-Е і Старт, тривалу витримку реалізовано завдяки фіксатору спускової кнопки, що вмикається її поворотом після натискання. Подібний автоматичний фіксатор входив у конструкцію спеціальних спускових тросиків. Кнопка такого тросика фіксувалася в натиснутому положенні, а звільнялася іншою кнопкою.
На відміну від загальноприйнятої ручної витримки, тривала зустрічалася лише у професійних камерах із механічним затвором, оскільки електроннокеровані вимагають постійної дії утримувальних електромагнітів. Під час знімання на плівку з витримками більше 1 секунди слід враховувати ефект Шварцшильда, що призводить до відхилення від закону взаємозамісності експозиції. За витримок кілька годин збільшення оптичної густини непропорційне витримці, тому необхідна поправка під час вимірювання експозиції. У кольорових багатошарових плівках різне відхилення від закону взаємозамісності для різних шарів може спричинити спотворення кольору.
У цифровій фотографії за тривалих витримок розігрівається матриця, що призводить до зростання кількості шумів і зниження якості зображення. Витримки кілька годин супроводжуються безперервною витратою батарей і можуть призвести до пошкодження світлочутливого сенсора через перегрівання. У більшості випадків цифрова фотографія з тривалою витримкою робиться за кілька експозицій з наступним склеюванням отриманих фотографій програмними засобами. Технологія збігається зі способом цейтраферного знімання цифровою апаратурою: з отриманого матеріалу можна створити як прискорений відеоролик, так і єдиний знімок, еквівалентний тривалій витримці. При цьому розігрів матриці проявляється меншою мірою.
2012 року компанія Olympus у моделі Olympus E-M5 реалізувала режим Live Time з безперервним відображенням на OLED-дисплеї поточних результатів експонування за тривалої витримки. У міру експонування отримуване зображення періодично оновлюється на екрані, полегшуючи керування зніманням.